# 麟凤
麟凤（？—？），漢軍正蓝旗人，清朝政治人物。

## 生平
麟凤曾于道光六年接替尚维昂任龙岩州知州一职，道光八年由胡之鋘接任。